# Anell d'emmagatzematge

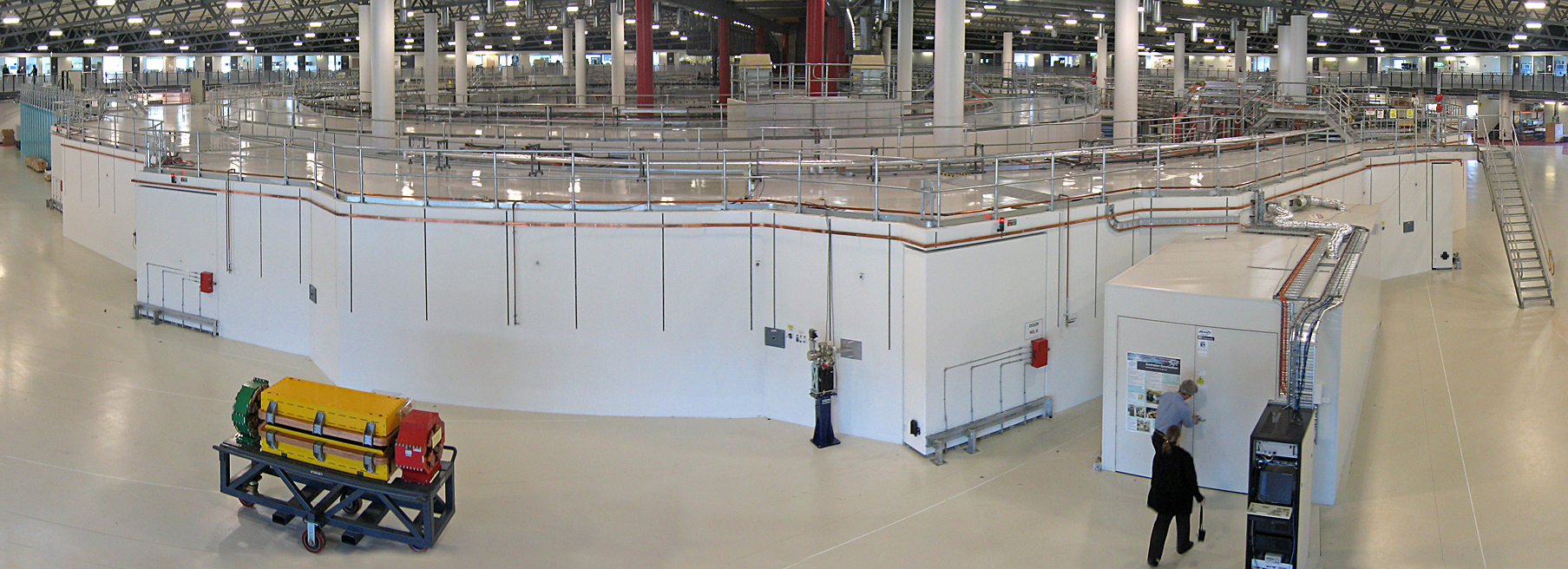
L'anell d'emmagatzematge de 216 m de circumferència domina aquesta imatge de l'interior de la instal·lació del sincrotró australià. Al mig de l'anell d'emmagatzematge hi ha l'anell de reforç i el linac.

Un anell d'emmagatzematge és un tipus d'accelerador de partícules circular en el qual es pot mantenir circulant un feix de partícules continu o polsat, normalment durant moltes hores. L'emmagatzematge d'una partícula particular depèn de la massa, el moment i, normalment, la càrrega de la partícula que s'ha d'emmagatzemar. Els anells d'emmagatzematge solen emmagatzemar electrons, positrons o protons.
Els anells d'emmagatzematge s'utilitzen més sovint per emmagatzemar electrons que irradien radiació de sincrotró. Existeixen més de 50 instal·lacions basades en anells d'emmagatzematge d'electrons i s'utilitzen per a una varietat d'estudis en química i biologia. Els anells d'emmagatzematge també es poden utilitzar per produir feixos d'electrons polaritzats d'alta energia mitjançant l'efecte Sokolov-Ternov. L'aplicació més coneguda dels anells d'emmagatzematge és el seu ús en acceleradors de partícules i en col·lisionadors de partícules, on dos feixos de partícules emmagatzemades que giren en contra xoquen en llocs discrets. Les interaccions subatòmiques resultants s'estudien després en un detector de partícules circumdants. Exemples d'aquestes instal·lacions són LHC, LEP, PEP-II, KEKB, RHIC, Tevatron i HERA.
Un anell d'emmagatzematge és un tipus de sincrotró. Mentre que un sincrotró convencional serveix per accelerar les partícules d'un estat d'energia baixa a una alta amb l'ajuda de cavitats acceleradores de radiofreqüència, un anell d'emmagatzematge manté les partícules emmagatzemades a una energia constant i les cavitats de radiofreqüència només s'utilitzen per substituir l'energia perduda per radiació de sincrotró i altres processos.
Gerard K. O'Neill va proposar l'ús d'anells d'emmagatzematge com a blocs de construcció d'un col·lisionador el 1956. Un avantatge clau dels anells d'emmagatzematge en aquest context és que l'anell d'emmagatzematge pot acumular un flux de feix elevat d'un accelerador d'injecció que aconsegueix un flux molt menor.

## Consideracions importants per a l'emmagatzematge del feix de partícules

### Imants

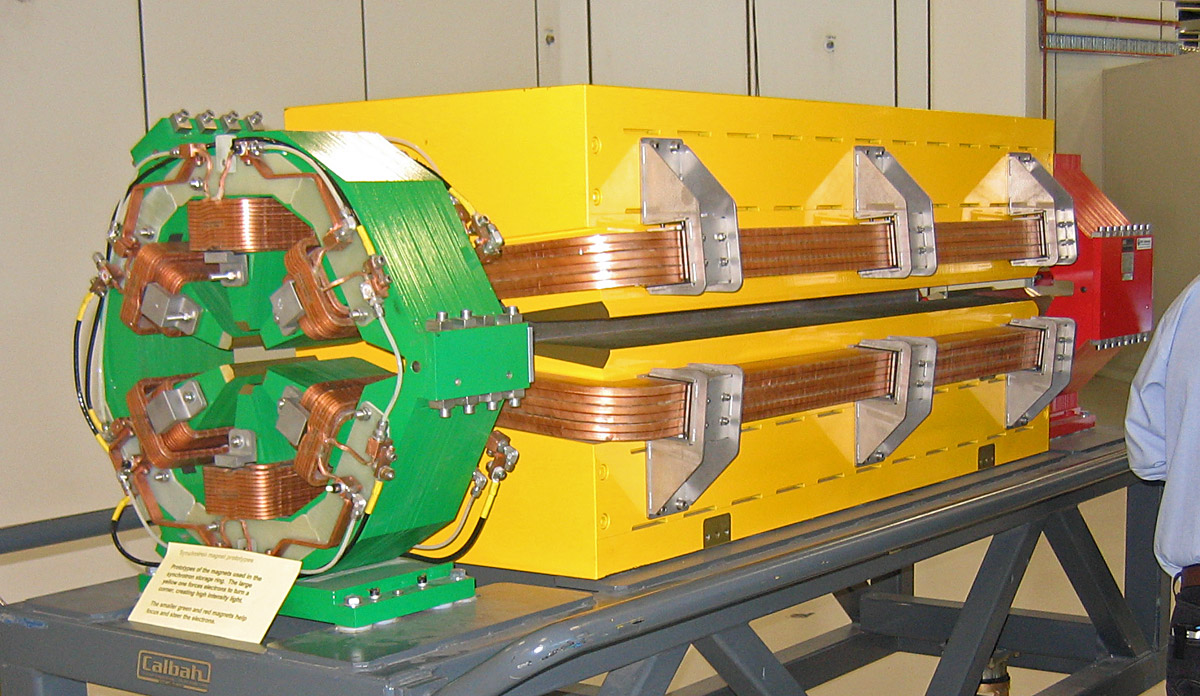
Diferents tipus d'imants utilitzats en l'anell d'emmagatzematge del sincrotró australià. El groc més gran és un imant dipol que s'utilitza per doblegar el feix d'electrons i produir la radiació de sincrotró. El verd és un imant sextupol i el vermell (darrere del dipol) és un imant quadrupol ; aquests s'utilitzen per enfocar i mantenir la cromaticitat respectivament.

S'ha d'aplicar una força a les partícules de manera que es vegin obligades a moure's en una trajectòria aproximadament circular. Això es pot aconseguir utilitzant camps magnètics electroestàtics o dipols, però com que la majoria dels anells d'emmagatzematge emmagatzemen partícules carregades relativistes, resulta que és més pràctic utilitzar camps magnètics produïts per imants dipols. Tanmateix, s'han construït acceleradors electroestàtics per emmagatzemar partícules de molt baixa energia, i els camps quadrupols es poden utilitzar per emmagatzemar neutrons (no carregats); aquests són comparativament rars, però.
Els imants dipols només proporcionen el que s'anomena enfocament feble, i un anell d'emmagatzematge compost només per aquest tipus d'elements magnètics fa que les partícules tinguin una mida de feix relativament gran. Intercalar imants dipols amb una disposició adequada d'imants quadripols i sextupols pot donar un sistema d'enfocament fort adequat que pot donar una mida de feix molt més petita. Les estructures de gelosia FODO i Chasman-Green són exemples senzills de sistemes d'enfocament forts, però n'hi ha molts d'altres.
Els imants dipols i quadrupols desvien diferents energies de partícules en quantitats diferents, una propietat anomenada cromaticitat per analogia amb l'òptica física. La propagació d'energies que està inherentment present en qualsevol feix pràctic de partícules emmagatzemades donarà lloc, per tant, a una propagació de l'enfocament transversal i longitudinal, a més de contribuir a diverses inestabilitats del feix de partícules. Els imants sextupols (i els imants d'ordre superior) s'utilitzen per corregir aquest fenomen, però això al seu torn dóna lloc a un moviment no lineal que és un dels principals problemes als quals s'enfronten els dissenyadors d'anells d'emmagatzematge.

### El buit
Com que els raïms recorreran molts milions de quilòmetres (tenint en compte que es mouran a prop de la velocitat de la llum durant moltes hores), qualsevol gas residual a la canonada del feix provocarà moltes i moltes col·lisions. Això tindrà l'efecte d'augmentar la mida del raïm i augmentar la propagació d'energia. Per tant, un millor buit produeix una millor dinàmica del feix. A més, els esdeveniments únics de dispersió d'angle gran del gas residual o d'altres partícules del grup (efecte Touschek), poden expulsar partícules prou lluny que es perdin a les parets del recipient de buit accelerador. Aquesta pèrdua gradual de partícules s'anomena vida útil del feix, i significa que els anells d'emmagatzematge s'han d'injectar periòdicament amb un nou complement de partícules.

### Injecció de partícules i temporització
La injecció de partícules en un anell d'emmagatzematge es pot aconseguir de diverses maneres, depenent de l'aplicació de l'anell d'emmagatzematge. El mètode més senzill utilitza un o més imants dipols de desviació de polsos (imants de pateig d'injecció) per dirigir un tren entrant de partícules cap al camí del feix emmagatzemat; els imants de pateig s'apaguen abans que el tren emmagatzemat torni al punt d'injecció, donant lloc a un feix emmagatzemat. Aquest mètode de vegades s'anomena injecció d'una sola volta.
La injecció de múltiples voltes permet l'acumulació de molts trens de partícules entrants, com quan es requereix un gran corrent emmagatzemat. Per a partícules com els protons on no hi ha un amortiment significatiu del feix, cada pols injectat es col·loca en un punt particular de l'espai de fase transversal o longitudinal del feix emmagatzemat, tenint cura de no expulsar els trens injectats prèviament mitjançant una disposició acurada de la deflexió del feix i oscil·lacions coherents en el feix emmagatzemat. Si hi ha un amortiment important del feix, per exemple per l'amortiment de la radiació dels electrons a causa de la radiació de sincrotró, es pot col·locar un pols injectat a la vora de l'espai de fase i després deixar-lo humitejar en l'espai de fase transversal al feix emmagatzemat abans d'injectar un pols més. Els temps d'amortiment típics de la radiació de sincrotró són desenes de mil·lisegons, la qual cosa permet acumular molts polsos per segon.
Si es requereix extracció de partícules (per exemple, en una cadena d'acceleradors), llavors l'extracció d'una sola volta es pot realitzar de manera anàloga a la injecció. També es pot utilitzar l'extracció ressonant.

### Dinàmica del feix
Les partícules s'han d'emmagatzemar durant un nombre molt gran de voltes, potencialment superiors als 10.000 milions. Aquesta estabilitat a llarg termini és un repte, i cal combinar el disseny de l'imant amb codis de seguiment i eines analítiques per entendre i optimitzar l'estabilitat a llarg termini.
En el cas dels anells d'emmagatzematge d'electrons, l'amortiment de la radiació alleuja el problema d'estabilitat proporcionant un moviment no hamiltonià que retorna els electrons a l'òrbita de disseny de l'ordre dels milers de voltes. Juntament amb la difusió de les fluctuacions en les energies dels fotons radiats, s'aconsegueix una distribució del feix d'equilibri. Es pot mirar per obtenir més detalls sobre alguns d'aquests temes.